# Penelope (Cimarosa)
Penelope és una òpera en dos actes composta per Domenico Cimarosa sobre un llibret italià de Giuseppe Maria Diodati. S'estrenà al Teatro del Fondo de Nàpols el carnestoltes de 1795. La música de Penelope va ser presa després per la congregació romana de l'Oratori per a l'oratori San Filippo Neri che risuscita Paolo Massini.